# 서울프랑스학교
서울프랑스학교(프랑스어: Lycée français de Séoul, LFS)는 대한민국 서울 서초구 반포동 서래마을에 위치한 프랑스의 외국인학교이다. 유치원에서부터 고등학교를 포함한 중등 교육을 포함한다.
2012년 기준으로 학생들 가운데 58%가 프랑스인이며, 15%가 한국인, 27%가 그 밖의 23개국 출신이다.

## 역사
서울프랑스학교는 용산구 한남동에서 1974년에 개교하였으며, 1985년에 서래마을로 장소를 옮겼다. 2009년 당시 서초구 구청장이었던 박성중은 학교로 인해 서래마을에 프랑스 커뮤니티가 조성되었다고 언급했다.

## 추가 문헌
- Jean-Marc Thiébaud, La présence française en Corée de la fin du XVIIIe à nos jours, L'Harmattan, 2005, p. 106.